# Frederik Karel Ferdinand van Brunswijk-Bevern
Frederik Karel Ferdinand van Brunswijk-Bevern (Brunswijk, 5 april 1729 – Glücksburg, 27 april 1809) was van 1781 tot aan zijn dood hertog van Brunswijk-Bevern. Hij behoorde tot het Nieuwere Huis Brunswijk.

## Levensloop
Frederik Karel Ferdinand was de jongst overlevende zoon van hertog Ernst Ferdinand van Brunswijk-Bevern uit diens huwelijk met Eleonora Charlotte, dochter van Frederik Casimir Kettler, hertog van Koerland.
In 1742 trad hij als hopman in dienst van het Nederlandse leger en in 1745/1746 nam hij deel aan twee veldtochten. Daarna stapte hij over naar het Brunswijkse leger en werd hij ook vrijwilliger in het Keizerlijk Leger. Onder leiding van zijn neef Lodewijk Ernst commandeerde hij tijdens de Oostenrijkse Successieoorlog het Both'sche regiment tot aan de Vrede van Aken in 1748. Vervolgens werd Frederik Karel opnieuw officier in het Nederlandse leger en in 1754 werd hij gepromoveerd tot generaal-majoor.
Na de uitbraak van de Zevenjarige Oorlog trok Frederik Karel Ferdinand naar Dresden, waar hij van koning Frederik II van Pruisen het bevel kreeg over het regiment Prinz Xaver, dat bestond uit dienstplichtigen uit het keurvorstendom Saksen. Er brak echter muiterij uit onder de soldaten, waarna het regiment uit elkaar viel. Frederik Karel Ferdinand werd hier door koning Frederik II verantwoordelijk voor gehouden en uiteindelijk verliet hij in 1759 het Pruisische leger. Hij sloot zich vervolgens aan bij het Britse leger en nam onder zijn neef Ferdinand van Brunswijk-Wolfenbüttel op 1 augustus 1759 deel aan de Slag bij Minden.
Daarna werd hij in 1760 actief in het Deense leger, waar hij opklom. Frederik Karel werd in 1761 luitenant-generaal, in 1762 commandeur van de lijfgarde te voet en in 1764 inspecteur-generaal van de infanterie. In 1766 werd hij bovendien benoemd tot gouverneur van Rendsburg, in 1773 gevolgd door de functie van gouverneur van Kopenhagen. In 1782 werd hij bevorderd tot generaal-veldmaarschalk.
Na het overlijden van zijn oudere broer August Willem werd Frederik Karel Ferdinand in 1781 hertog van Brunswijk-Bevern en proost van het Sint-Blasius- en Sint-Cyriakus-klooster in Brunswijk.
Op 25 oktober 1782 huwde hij met Anna Carolina (1751-1824), dochter van vorst Willem Hendrik van Nassau-Saarbrücken en weduwe van hertog Frederik Hendrik Willem van Sleeswijk-Holstein-Sonderburg-Glücksburg. Het echtpaar vestigde zich met de toestemming van de Deense koning in het Slot Glücksburg, de weduweresidentie van Anna Carolina. Het huwelijk bleef kinderloos.
In 1793 richtte Frederik Karel Ferdinand in zijn gebieden in Bevern een armenstichting op. Nadat Brunswijk-Wolfenbüttel in 1806 werd bezet door de troepen van Napoleon, ving hij in het Slot van Glücksburg de zonen van hertog Karel Willem Ferdinand op.
Hij overleed in april 1809 op 80-jarige leeftijd. Zijn overlijden betekende het uitsterven van de jongere linie Brunswijk-Bevern, waarna zijn gebieden geërfd werden door zijn neef Frederik Willem.

## Voorouders
| Voorouders van Frederik Karel Ferdinand van Brunswijk-Bevern | Voorouders van Frederik Karel Ferdinand van Brunswijk-Bevern                                         | Voorouders van Frederik Karel Ferdinand van Brunswijk-Bevern                                         | Voorouders van Frederik Karel Ferdinand van Brunswijk-Bevern                                      | Voorouders van Frederik Karel Ferdinand van Brunswijk-Bevern                                      | Voorouders van Frederik Karel Ferdinand van Brunswijk-Bevern                              | Voorouders van Frederik Karel Ferdinand van Brunswijk-Bevern                              | Voorouders van Frederik Karel Ferdinand van Brunswijk-Bevern                                          | Voorouders van Frederik Karel Ferdinand van Brunswijk-Bevern                                          |
| ------------------------------------------------------------ | --- | --- | ------------------------------------------------------------------------------------------------- | ------------------------------------------------------------------------------------------------- | ----------------------------------------------------------------------------------------- | ----------------------------------------------------------------------------------------- | --- | --- |
| Overgrootouders                                              | August van Brunswijk-Wolfenbüttel (1579–1666) ∞ Sophia Elisabeth van Mecklenburg-Güstrow (1613-1676) | August van Brunswijk-Wolfenbüttel (1579–1666) ∞ Sophia Elisabeth van Mecklenburg-Güstrow (1613-1676) | Frederik van Hessen-Eschwege (1617-1655) ∞ Eleonora Catharinavan Palts-Kleeburg (1626-1692)       | Frederik van Hessen-Eschwege (1617-1655) ∞ Eleonora Catharinavan Palts-Kleeburg (1626-1692)       | Jacob Kettler (1610-1682) ∞ Louise Charlotte van Brandenburg (1617-1676)                  | Jacob Kettler (1610-1682) ∞ Louise Charlotte van Brandenburg (1617-1676)                  | Hendrik van Nassau-Siegen (1611-1652) ∞ Maria Magdalena van Limburg-Stirum en Bronckhorst (1632-1707) | Hendrik van Nassau-Siegen (1611-1652) ∞ Maria Magdalena van Limburg-Stirum en Bronckhorst (1632-1707) |
| Grootouders                                                  | Ferdinand Albrecht I van Brunswijk-Bevern (1636-1687) ∞ Christina van Hessen-Eschwege (1649-1702)    | Ferdinand Albrecht I van Brunswijk-Bevern (1636-1687) ∞ Christina van Hessen-Eschwege (1649-1702)    | Ferdinand Albrecht I van Brunswijk-Bevern (1636-1687) ∞ Christina van Hessen-Eschwege (1649-1702) | Ferdinand Albrecht I van Brunswijk-Bevern (1636-1687) ∞ Christina van Hessen-Eschwege (1649-1702) | Frederik Casimir Kettler (1650-1698) ∞ Sophia Amalia van Nassau-Siegen (1650-1688)        | Frederik Casimir Kettler (1650-1698) ∞ Sophia Amalia van Nassau-Siegen (1650-1688)        | Frederik Casimir Kettler (1650-1698) ∞ Sophia Amalia van Nassau-Siegen (1650-1688)                    | Frederik Casimir Kettler (1650-1698) ∞ Sophia Amalia van Nassau-Siegen (1650-1688)                    |
| Ouders                                                       | Ernst Ferdinand van Brunswijk-Bevern (1682-1746) ∞ Eleonora Charlotte Kettler (1686-1748)            | Ernst Ferdinand van Brunswijk-Bevern (1682-1746) ∞ Eleonora Charlotte Kettler (1686-1748)            | Ernst Ferdinand van Brunswijk-Bevern (1682-1746) ∞ Eleonora Charlotte Kettler (1686-1748)         | Ernst Ferdinand van Brunswijk-Bevern (1682-1746) ∞ Eleonora Charlotte Kettler (1686-1748)         | Ernst Ferdinand van Brunswijk-Bevern (1682-1746) ∞ Eleonora Charlotte Kettler (1686-1748) | Ernst Ferdinand van Brunswijk-Bevern (1682-1746) ∞ Eleonora Charlotte Kettler (1686-1748) | Ernst Ferdinand van Brunswijk-Bevern (1682-1746) ∞ Eleonora Charlotte Kettler (1686-1748)             | Ernst Ferdinand van Brunswijk-Bevern (1682-1746) ∞ Eleonora Charlotte Kettler (1686-1748)             |
| Frederik Karel Ferdinand van Brunswijk-Bevern (1729-1809)    | | |                                                                                                   |                                                                                                   |                                                                                           |                                                                                           | | |